# Выборы в Туркменистане
Политические выборы в Туркменистане проводятся на национальном уровне для избрания президента и парламента (Меджлиса). Местные выборы  генгешей (местные представительные органы) проводятся каждые пять лет. Право избирать имеют граждане Туркменистана, достигшие ко дню выборов возраста 18 лет.
Выборы проводятся Центральной избирательной комиссией Туркменистана.
В Туркменистане официально зарегистрировано три политические партии:
- Демократическая партия Туркменистана
- Партия промышленников и предпринимателей Туркменистана
- Аграрная партия Туркменистана

Выборы в Туркменистане носят имитационный характер и фальсифицируются избирательными комиссиями, находящимися под полным контролем Президента Туркменистана.